# Karl Muck
Karl Muck (22 de octubre de 1859-3 de marzo de 1940) fue un director de orquesta alemán.
Nació en Darmstadt, y obtuvo un doctorado en filología clásica en Heidelberg. Un temprano amor por la música lo llevó a tomar clases de piano. Después de obtener su doctorado, entró al Conservatorio de Leipzig. Comenzó a dirigir en 1884 y dirigió orquestas en Zúrich, Brno, Salzburgo, Graz y Praga. En 1892 comenzó a dirigir la Ópera Real de Berlín donde permaneció hasta 1912. En aquel tiempo también dirigió el Festival Wagner en Bayreuth y también trabajó con la Orquesta Filarmónica de Viena.
Se convirtió en director de la Orquesta Sinfónica de Boston en 1912. Fue considerado un director moderno y aventurero y fue responsable de la dirección de la orquesta en grabaciones históricas para la Victor Talking Machine Company en Camden, Nueva Jersey, en 1917. Sin embargo, en 1918, su sentimiento progermánico le creó problemas, especialmente cuando rechazó dirigir el Himno Nacional de Estados Unidos en un concierto en la Primera Guerra Mundial. En una increíble cadena de eventos, Muck fue arrestado bajo el Alien Enemy Act y fue a prisión en el Fort Oglethorpe en Georgia hasta el fin de la guerra. Dejó Estados Unidos, para no regresar, y volvió a Alemania, Hamburgo precisamente, para dirigir la Orquesta Filarmónica de Hamburgo. Una vez allá, posteriormente, se convertiría en el mentor de Antonia Brico.
Muck realizó más grabaciones y apareció regularmente en Bayreuth, donde sus interpretaciones definitivas de Richard Wagner establecieron un alto estándar que fue sólo modificado por las apariciones históricas de Arturo Toscanini en 1930, la primera vez que un director no alemán participó en el festival.
Conocido por su aproximación a la música autocrática pero poderosa, Muck murió en Stuttgart.
| Predecesor: Max Fiedler     | Directores Musicales, Orquesta Sinfónica de Boston 1912-1918 | Sucesor: Henri Rabaud |
| Predecesor: Wilhelm Gericke | Directores Musicales, Orquesta Sinfónica de Boston 1906-1908 | Sucesor: Max Fiedler  |

- Datos: Q62097
- Multimedia: Karl Muck / Q62097